# Tenthredo mesomela
Tenthredo mesomela — вид пилильщиков семейства Tenthredinidae (обыкновенные пилильщики), подсемейства Tenthredininae.

## Описание
Tenthredo mesomela может достигать длины около 10—15 мм. Эти пилильщики имеют тело от жёлтого до яблочно-зелёного цвета с чёрной головой, грудной клеткой и верхней частью брюшка, а переднеспинка и щиток жёлтые. От очень похожих видов рода Rhogogaster они отличаются положением глаз и чёрной птеростигмой (у видов Rhogogaster рыльце зелёное).
Взрослых особей можно встретить с мая по июль, питающихся мелкими насекомыми, а также нектаром и пыльцой цветов (особенно видов Apiaceae). Личинки питаются в ночное время листьями лютика (виды Ranunculus) и вида Persicaria (Polygonaceae).

## Распространение и среда обитания
Этот вид можно встретить на лугах, обочинах дорог и опушках лесов на большей части территории Европы.